# Бюдел
Бюдел (нід. Budel) — місто в нідерландській провінції Північний Брабант, на кордоні із Бельгією. Входить до муніципалітету Кранендонк.
Його площа становить 26,16 км², а населення станом на 2021 рік складало 9.765 осіб.
Перша згадка про населений пункт датується 779 роком.
Раніше мало статус окремого муніципалітету.

## Галерея

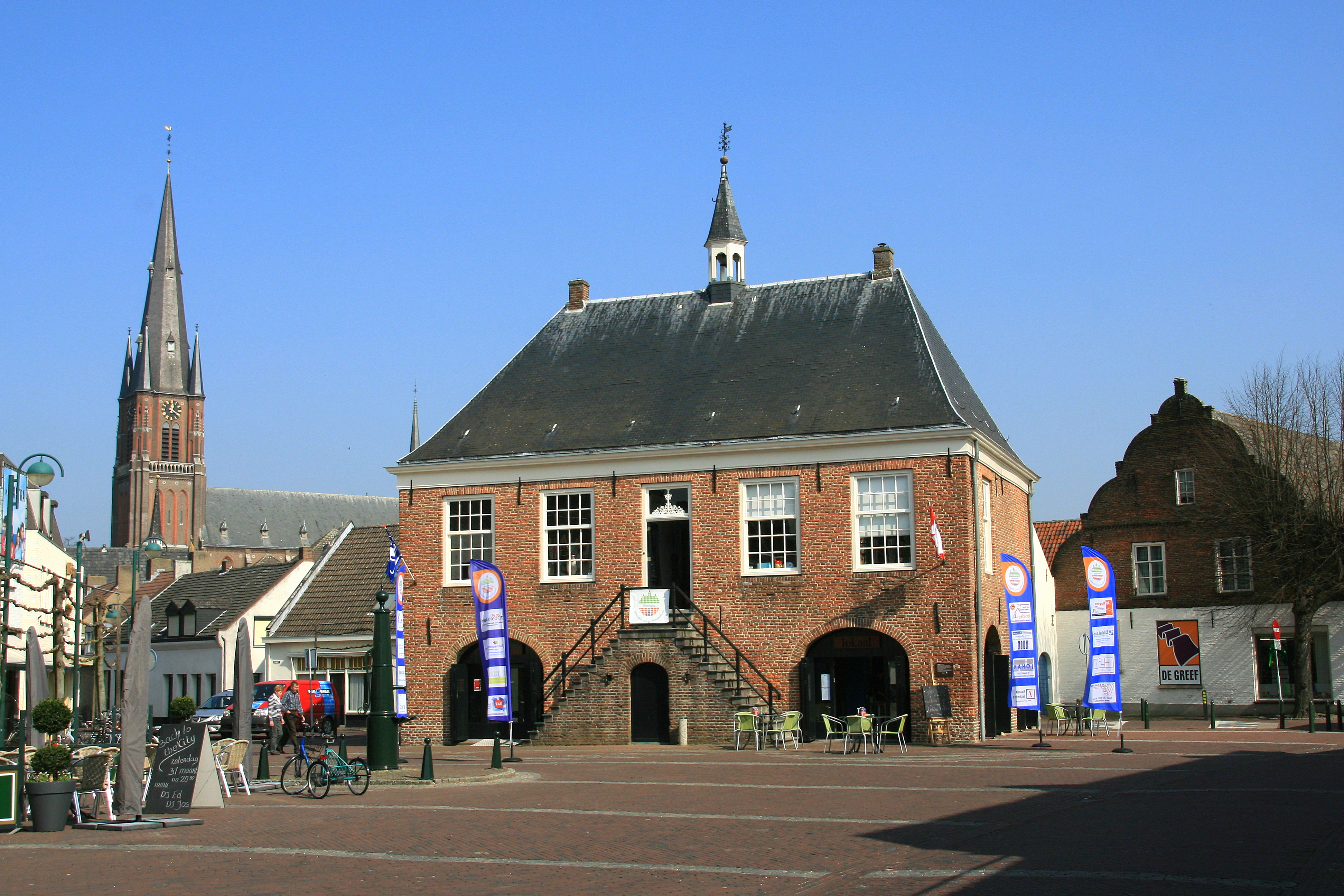
Будівля колишньої мерії
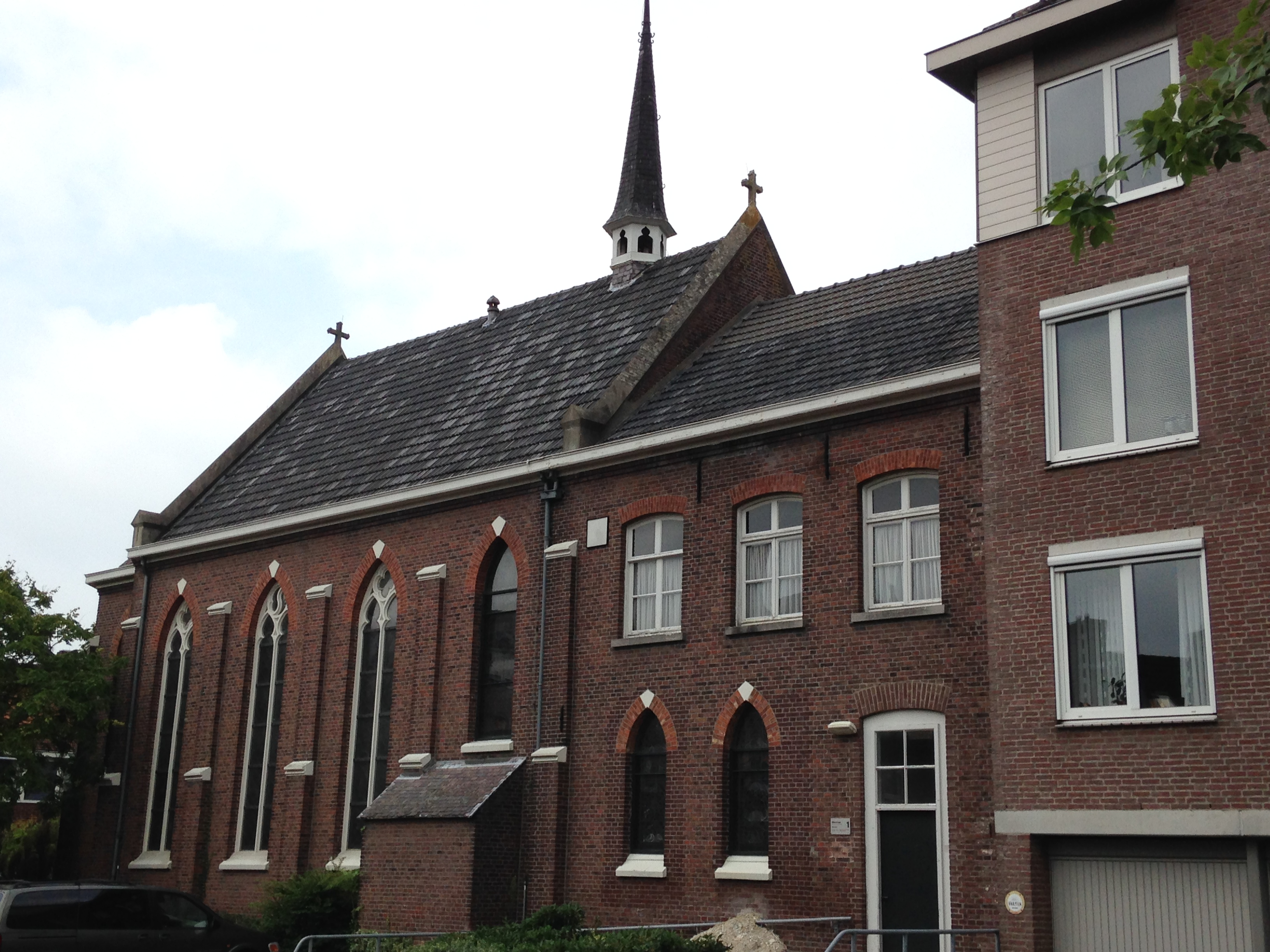
Монастир
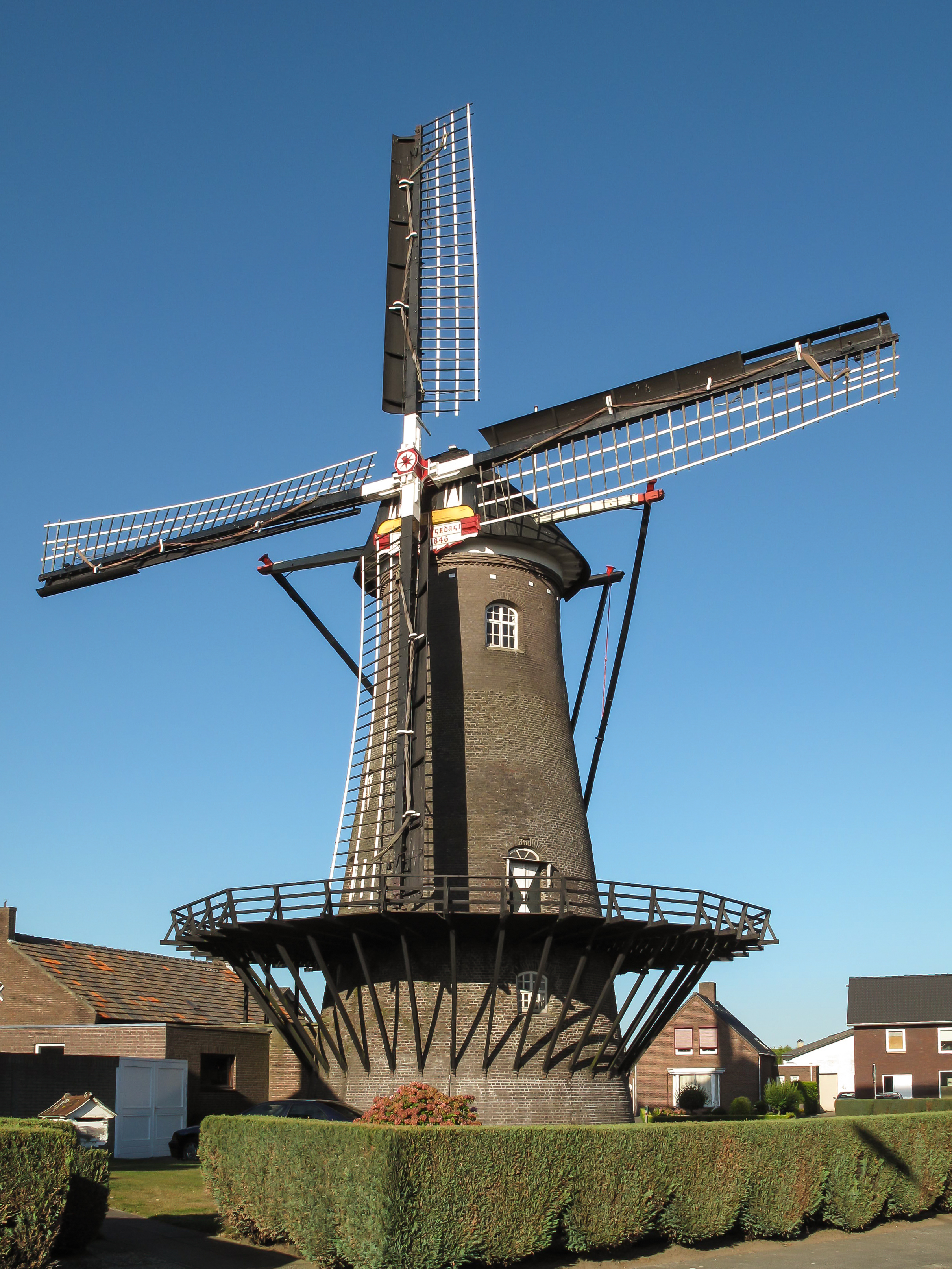
Вітряк Nooitgedagt
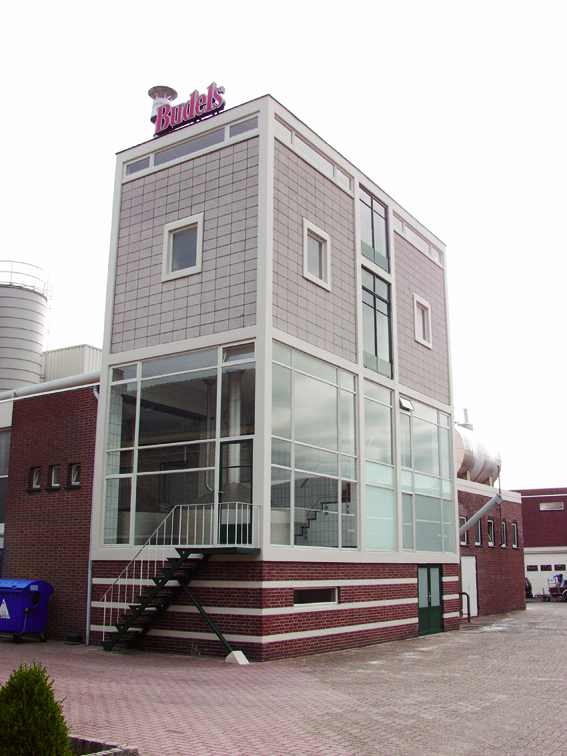
Будівля броварні Budel